# امامزاده سهل بن علی

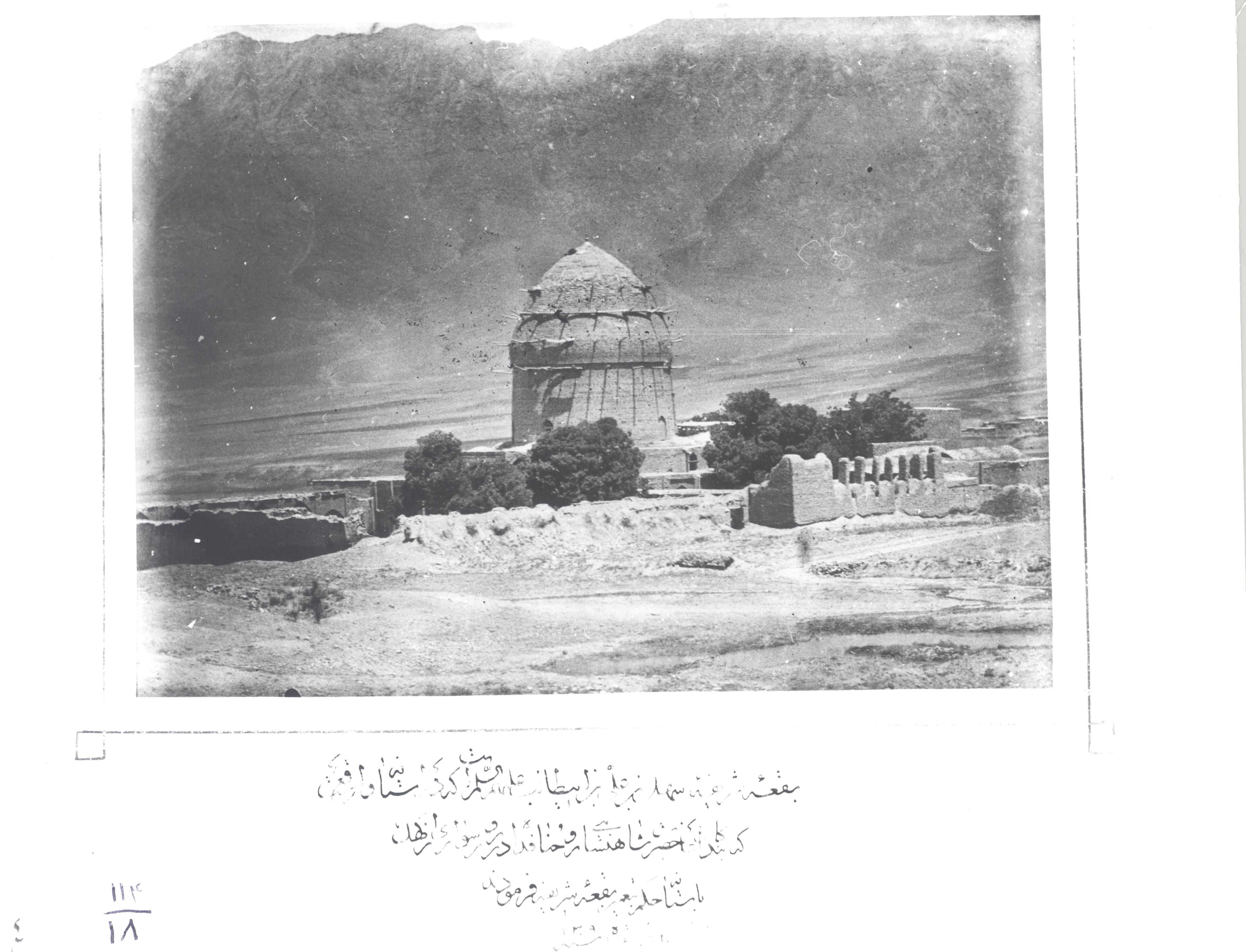
بقعه سهل بن علی در سال ۱۲۷۱ خورشیدی

امامزاده سهل بن علی مربوط به دوره صفوی است و در آستانه، ۴۵ کیلومتری جنوب غربی اراک واقع شده و این اثر در تاریخ ۲۰ بهمن ۱۳۱۸ با شمارهٔ ثبت ۳۲۳ به‌عنوان یکی از آثار ملی ایران به ثبت رسیده است.
پس از ویرانی روستای آستانه در زمان حمله مغول به ایران، وجود این امامزاده مهمترین دلیل توجه صفویان به آستانه و بازسازی این شهر و نوسازی آن به حساب می‌آید. در شهر آستانه، ۳ امامزاده تاریخی سهل بن علی، جعفر بن علی و طالب بن علی وجود دارد که از نوادگان امام سجاد محسوب می‌شوند که بنابر دلایل نامعلومی به ایران مهاجرت کرده‌اند و در کرج ابودلف فوت کرده‌اند. بر روی سنگ قبر امامزاده سهل بن علی، تاریخ ۷۷۲ هجری قمری درج شده است که تاریخ وفات سهل بن علی می‌باشد. بنای این امامزاده دارای صحن، رواق، گنبد بزرگ و کتیبه‌ای است که بالای در ورودی وجود دارد و متعلق به اوایل سده ۱۲ هجری قمری می‌باشد. مجموعه تزئینات این بنا، نقاشی، قطارسازی نیم‌گنبدی‌ها، دو کتیبه گچ‌بری و چند عدد پنجره چوبی مشبک بزرگ است که دارای کتیبه‌هایی به خط نسخ می‌باشد.